# Pattinaggio artistico a rotelle

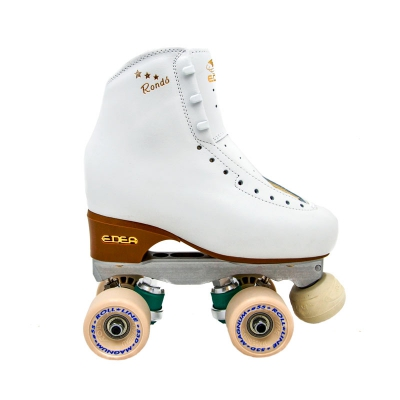
Attrezzo base del pattinaggio artistico è il pattino tradizionale a quattro ruote (quad). I pattini sono obbligatoriamente provvisti di puntali.

Il pattinaggio artistico a rotelle è uno sport individuale, di coppia e di gruppo. Presenta varie analogie con quello sul ghiaccio, ma la presenza e la posizione delle quattro ruote è causa delle inevitabili differenze nell'apprendimento e nell'esecuzione delle difficoltà tecniche.

## Le basi
I passi fondamentali del pattinaggio artistico a rotelle riguardano soprattutto la pattinata, come la spinta e passo incrociato, l'equilibrio, come il carrellino e l'anfora, i fili, cioè lo spostamento del baricentro sulle diverse ruote e la stabilità, come i salti e la trottola interna o esterna.
Una volta in confidenza con le basi, l'atleta verrà allenato diversamente a seconda della specialità che vuole apprendere. Le specialità del pattinaggio sono artistico (singolo e coppia), obbligatori, solo dance (singolo e coppia), gruppi show e precision (quartetti, piccoli gruppi, grandi gruppi e sincronizzato).

## Storia
Il pattinaggio a rotelle nasce e si sviluppa tra la fine del 1700 e l'inizio del 1800;  Il pattinaggio artistico a rotelle, sebbene possa farsi risalire ai primi del '900, ha in realtà i suoi primi timidi sviluppi tra le due guerre mondiali, per merito di pattinatori e pattinatrici su ghiaccio che cercano di trasferire il loro bagaglio tecnico sui nuovi attrezzi.
Per circa un secolo vennero sperimentate parecchie varianti di pattini: a due, tre, quattro e più ruote, sia in linea che disposte "a rettangolo" o anche "a rombo" (un anteriore, due centrali, una posteriore). Questi attrezzi, seppur funzionanti, presentavano molti difetti: spesso erano pesanti, poco stabili sul piede, poco o per nulla indirizzabili su traiettorie curve (con conseguente difficoltà a mantenere l'equilibrio), con ruote o scivolose o molto lente e/o dal rapido consumo (se fatte di legno), senza freni o dispositivi di arresto.

Occorrerà attendere il 1863 per l'invenzione e il brevetto dei pattini a rotelle a quattro ruote disposte come su quelli attuali, e dotati di sterzi che attraverso la pressione laterale del piede permettono di mantenere un buon equilibrio e di impostare traiettorie curve. L'inventore statunitense James Leonard Plimpton continuerà a perfezionare l'attrezzo con altri brevetti del 1866 e 1908. La versione moderna, con gommini sterzanti posti tra i due gruppi di ruote ed un puntale anteriore indispensabile per l'esecuzione di alcuni salti, compare nel 1942 ad opera dello statunitense Edward G Blaes. Il "raddoppio" dei gommini sterzanti (uno sopra ed uno sotto) è merito dello statunitense Charles W. Snyder i cui pattini all'epoca vengono riconosciuti al vertice della qualità.
Nel dopoguerra il pattinaggio artistico a rotelle guadagna crescente popolarità anche in Italia. Da un lato il clima mediterraneo comporta alti costi di esercizio delle piste su ghiaccio, per cui il ricorso alle rotelle è più economico, praticabile, e in grado di attirare maggior utenza.  Dal 2010 circa il settore dei pattini da artistico, anche a livello internazionale, vede un incontrastato dominio italiano con le marche di telai e rotelle Roll-Line (azienda TM Technologies), Komplex e Rollerskates-Italia. La stessa eccellenza spetta a Edea e Risport per le calzature da artistico utilizzate anche sui pattini da ghiaccio.
I pattini a rotelle odierni di qualità sono disegnati e prodotti con sistemi computerizzati — per ottenere tra le altre cose il miglior rapporto tra resistenze e peso — e utilizzano leghe leggere o Titanio. Nonostante ciò il loro peso è assai maggiore delle lame da ghiaccio per cui l'esecuzione di salti impegnativi richiede maggior prestanza atletica.

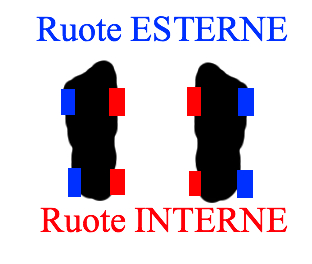
Differenza fra le ruote esterne e quelle interne.

In Italia, oltre aver raggiunto l'eccellenza nella produzione industriale di attrezzature per praticare le varie specialità di questa disciplina, si è formata una tradizione in questo sport, che ha reso possibile l'organizzazione di centri federali in molte città quindi l'eccellenza è stata raggiunta pure dai pattinatori italiani e soprattutto dalle pattinatrici, che hanno dominato nel mondo intero: infatti le plurimedagliate campionesse mondiali Tanja Romano, Debora Sbei e Rebecca Tarlazzi hanno vinto costantemente titoli iridati per molti anni consecutivi rappresentando dunque il ruolo di guida e maestria del movimento atletico italiano nel pattinaggio artistico.

## Singolo artistico
Nel singolo, detto anche libero, un solo atleta per volta esegue una coreografia, detta disco di gara, in cui esegue una serie di passi di piede e di difficoltà (salti e trottole) disposti lungo una traccia preparata appositamente per aderire ad una musica. Gli esercizi richiesti all'atleta variano a seconda del regolamento della competizione e della categoria nella quale gareggia; queste possono suddividere gli atleti per età o per livelli di difficoltà. Il giudizio della gara è determinato dalla somma dei punteggi dati dai singoli giudici; con il sistema Rollart. La valutazione totale prende in considerazione sia dal punto di vista artistico, sia dal punto di vista tecnico.

### Salti
L'esecuzione di un salto si divide in sei diverse fasi:
1. Preparazione: la serie di movimenti utili a posizionarsi per saltare (tre, contro tre, inversione, ripresa...).
2. Rotazione: movimento utile a preparare il movimento e lo stacco.
3. Caricamento: la serie di movimenti utili a prendere potenza per sollevarsi più in alto possibile ed eseguire il numero di rotazioni richieste (eventuale puntata, piegamento dell'arto che stacca per caricare il salto, piegamento delle braccia...).
4. Stacco: l'istante nel quale il pattino si solleva da terra.
5. Volo: la fase aerea è la fase nel quale l'atleta assume la vite (posizionamento delle gambe che facilita la rotazione).
6. Atterraggio: il momento in cui un pattino dell'atleta tocca nuovamente terra.
7. Uscita o arrivo: la serie di movimenti che concludono il salto (piegamento del ginocchio e arrivo tenuto più tempo possibile).

Esistono otto salti base, ordinati per livello di difficoltà, che hanno valore in gara; il punteggio che ciascuno di essi può ricevere dipende dalla pulizia dell'esecuzione e dal numero di rotazioni.
- Il salto del tre, o salto semplice, prevede mezzo giro di rotazione partendo dall'avanti; si parte con la gamba sinistra a terra e si arriva sulla destra.
- Il Toeloop prevede una rotazione completa a partire dall'indietro; la gamba di partenza, la destra, è la stessa dell'arrivo, mentre la sinistra viene usata per puntare.
- Il Salchow  è l'unico in cui la puntata avviene con il piede di appoggio (il sinistro); dopo una rotazione di un giro si atterra sul destro andando all'indietro.
- Il Rittberger (o Ritt) è il solo salto in cui non vi è né scambio tra le gambe né puntata; si esegue infatti, andando all'indietro, una rotazione di un giro partendo e atterrando sulle ruote del pattino destro.
- Il Flip, salto da un giro, prevede una partenza all'indietro sulla gamba sinistra e una puntata con la destra; l'arrivo è sulla destra.
- Il Lutz è molto simile al Flip; la sola differenza è che alla partenza il piede sinistro segue il filo esterno indietro, mentre nel flip si tiene l'interno indietro.
- Il Thoren è un salto che esiste soltanto nella versione da un giro; è inoltre l'unico in cui si atterra sulla gamba sinistra, permettendo di attaccare Flip, Lutz o Salchow. Il thoren si esegue partendo all'indietro sulla gamba destra e caricando senza puntare, come nel ritt.
- L'Axel ha un'impostazione simile a quella del salto semplice con la differenza che, prevedendo una rotazione e mezza, richiede la chiusura delle braccia e la posizione della vite.

A parte il semplice e il Thoren, ognuno di questi salti ha una versione doppia e tripla, in cui si richiede rispettivamente l'aggiunta di una e due rotazioni. Gli atleti mancini, inoltre, eseguono ciascun salto invertendo i ruoli delle braccia e delle gambe destra e sinistra.
I salti possono essere eseguiti in combinazioni; in quest'ultimo tipo di difficoltà, che prevede dai 2 ai 5 salti consecutivi eseguiti con un ritmo costante, tra un salto e il successivo non è possibile inserire passaggi di alcun tipo né appoggiare una gamba che non sia quella di arrivo; nelle sequenze, invece, i salti sono inframezzati da passaggi di piede (tre, contro tre, mohawk o choktaw).
Una combinazione può essere:
- Lutz - Thoren - Salchow
- Ritt - Ritt
- Salchow - Toeloop - Toeloop
- Ritt - Ritt - Ritt

In queste serie di salti, infatti, la posizione di atterraggio di ciascun salto coincide con quella di partenza del successivo.
Una sequenza invece può essere:
- Axel - Axel - Axel
- salto del tre - tre tre - toeloop
- Ritt - tre - tre - Ritt - tre - tre - Thoren
- Ritt - Ritt - Salchow

Queste sono sequenze, perché tra un salto e il successivo c'è un passaggio di piede necessario (nel primo caso, atterraggio e partenza prevedono piedi e direzioni diverse, cosa che rende necessaria una ripresa in avanti prima di ciascun Axel) o inserito ad hoc (anche se i tre salti potrebbero essere eseguiti in catena, tra di essi sono stati inseriti due tre, ossia due mezze rotazioni con il pattino a terra).
Esiste una commissione addetta alla valutazione di nuovi salti di invenzione di atleti o allenatori anche se è un'eventualità che non si propone quasi mai. Al contrario invece, esistono una serie di salti che prima si eseguivano ed ora invece non sono più eseguite come, ad esempio, tre diversi tipi di axel.

### Trottole
Le trottole sono difficoltà in cui l'atleta deve eseguire, senza staccare il pattino da terra, un numero minimo di rotazioni strette mantenendo una particolare posizione e un particolare filo, su uno o due piedi; la preparazione prevede generalmente una serie di tre seguiti da un'entrata che permette la centratura della trottola. Come nel caso dei salti, anche le trottole si possono combinare tra loro; è possibile eseguire fino a tre trottole consecutive. La combinazione risulta valida quando il cambio di filo e/o di piede avviene senza la perdita della centratura della trottola e della fluidità della rotazione.
Le trottole possono essere verticali, abbassate, ad angelo, tacco e rovesciate.
- Verticali: possono essere interna avanti (piede destro a terra), interna indietro (piede sinistro a terra), esterna indietro (piede destro), esterna avanti (piede sinistro).
- Abbassate: prevedono il piegamento della gamba a terra fino ad avere la coscia parallela al terreno e all'altezza del ginocchio; i fili e i piedi sono gli stessi delle trottole verticali.
- Ad angelo: la posizione del corpo deve essere orizzontale e con la gamba a terra tesa; i fili sono esterno avanti ed esterno indietro, mentre l'interno indietro viene utilizzato come raccordo in caso di combinazione tra le due trottole ad angelo, prima del cambio piede.
- Tacco: come le trottole ad angelo, con la differenza che le due ruote davanti devono restare ben sollevate da terra.
- Rovesciata: l'atleta, mentre segue il filo esterno indietro con la gamba destra leggermente piegata, deve mantenere una posizione inarcata guardando con tutto il corpo verso l'alto. Si esegue la stessa entrata dell'angelo esterno indietro, assumendo poi la posizione della rovesciata a centratura avvenuta.

Anche per questo tipo di difficoltà, un atleta mancino assume le posizioni in maniera speculare.

## Singolo in linea
Nel pattinaggio artistico in linea singolo, che solo dal 2013 è stato inserito in Italia tra le specialità dell'artistico riconosciute dalla FISR, si seguono regole simili a quelle del singolo sui pattini tradizionali. La differenza sta nell'utilizzo di pattini con tre o quattro ruote in linea e tampone anteriore e una tecnica affine al pattinaggio artistico su ghiaccio. I vari tipi di salti e trottole sono altresì più simili al ghiaccio. Ulteriori dettagli sono specificati nelle norme deliberate annualmente dalla FIHP.

## Obbligatori
Gli obbligatori sono una disciplina opzionale che si esegue su pattini a rotelle da quattro ruote senza puntali e, con il libero, forma la combinata, che influisce il piazzamento nelle gare, (es.se arrivi primo/a su 10 nel libero, e arrivi ultimo/a su 10 negli obbligatori, ci sono molte possibilità che arrivi quinto/a nella combinata).
L'obbligatorio consiste nel tenere una posizione dritta con il busto e le braccia tese, quindi stando su un piede bisogna regolare il peso corporeo affinché scorrendo il pattino resti sulla riga tracciata a terra senza uscire dalla traccia disegnata in terra. L'esercizio obbligatorio è diviso in cerchi e boccole.

### Cerchi
L'atleta deve eseguire un percorso circolare seguendo una traccia sul pavimento, spostando gambe e braccia al momento giusto e dandosi la spinta con le riprese, ovvero quando si sta per iniziare un altro giro e bisogna spingersi con le ruote per non fermarsi.
Le tracce sono formate da 2 cerchi di 5 metri di diametro ciascuno tangenti tra di loro.

### Boccole
La boccola è un aumento intenso di pressione su un determinato filo che fa eseguire al pattino una rotazione che disegna una sorta di "'e' in corsivo" in terra, quella 'e' è disegnata in terra ed il compito dell'atleta è seguire la traccia facendo in modo che la linea rimanga sempre nel mezzo alle ruote interne e alle ruote esterne senza mai uscire con la differenza che invece di eseguire l'esercizio tre tre, contro tre, volta contro volta ecc.. si esegue una boccola. Le boccole sono esterne, interne, destre, sinistre, avanti, indietro.

## Coppia artistico
Nella coppia artistico un'atleta femmina e uno maschio pattinano su una musica eseguendo passaggi di piede e difficoltà tecniche tra cui prese, sollevamenti, salti, salti lanciati, spirali, trottole e trottole d'incontro.

## Solo dance
La solo dance è una specialità che richiede una particolare attenzione sul tempo e la corretta esecuzione dei passi di piede e sui disegni stabiliti dal manuale. 
La gara di solo dance è composta da due danze obbligatorie, che richiamano i balli da sala e vengono eseguite con passi e disegno descritti nel regolamento, e un programma libero dove la musica e i passi sono messi insieme a libera interpretazione del coreografo. 
Nella solo dance non è previsto l'inserimento di trottole e salti, ad eccezione del programma libero dove vengono richiesti un salto e una trottola. Nasce come sport di strada e poi si evolve nella vera e propria disciplina in cui alcuni atleti italiani possono vantare vittorie nei più importanti tornei di livello internazionale, avendo conquistato diverse medaglie d'oro nei Campionati Mondiali di questa specialità.

## Coppia danza
Come la solo dance, la coppia danza riprende i tipici balli da sala; le difficoltà valutate sono i passi di piede che, rispetto a quelli richiesti nelle specialità artistico, sono notevolmente complessi.
La gara consiste in tre manches in cui la coppia presenta tre coreografie e programmi diversi. Essi sono:
- Danza obbligatoria;
- Style dance;
- Danza libera.

Nella obbligatoria tutte le coppie si confrontano su danze non universali che si sviluppano su percorsi, musiche e passi prestabiliti e si tratta di programmi tradizionali come valzer, chacha, ecc. 
La style dance invece prevede la costruzione di un programma universale, come ad esempio il flamenco, ed ogni coppia dovrà scegliere musica che rispetti i ritmi prefissati per l'anno in corso (es. Classic medley: Waltz, March, Polka) e realizzare la coreografia seguendo il tema inserendo all'interno del programma una danza obbligatoria universale scelta per l'anno in corso e che rispetti i btm prestabiliti o (+-2btm) 
Nella danza libera, invece, tema musica e coreografia sono, per l'appunto, liberamente scelte dal coreografo della coppia.

## Pattinaggio spettacolo

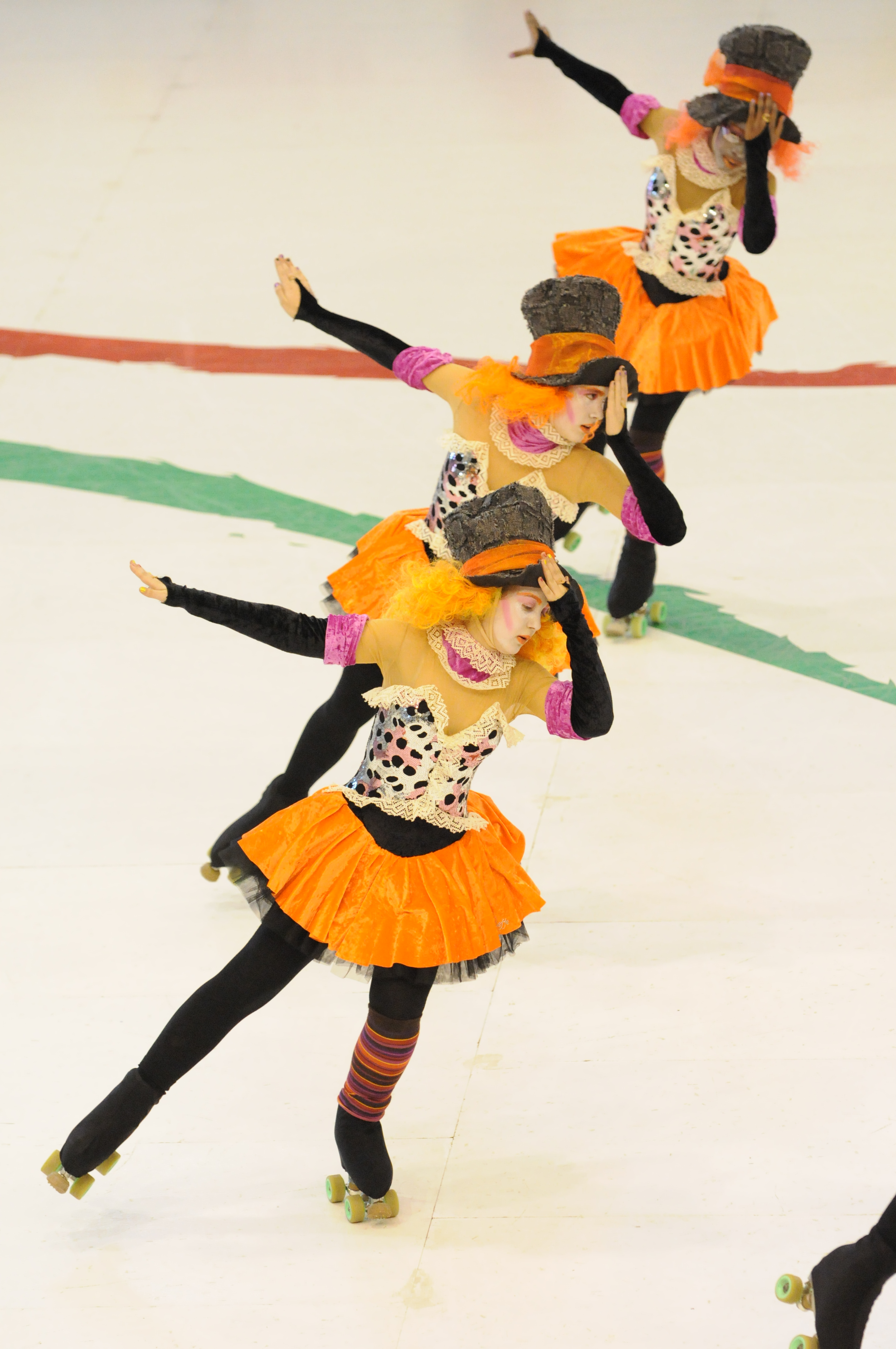
Esempio di rappresentazione del cappellaio matto nel pattinaggio spettacolo.

Il pattinaggio spettacolo consiste in un insieme di 4 o più pattinatori e/o pattinatrici che eseguono in coordinazione passi, figure e difficoltà in armonia con il tema musicale prescelto. Lo scopo è quello di fare spettacolo, quindi di dare massima interpretazione ed espressione alla coreografia presentata.
Le categorie del pattinaggio spettacolo sono:
- Quartetti (può essere iscritta anche una riserva)
- Quartetti Divisione Nazionale (può essere iscritta anche una riserva)
- Quartetti Cadetti (può essere iscritta anche una riserva)
- Piccoli Gruppi (da 6 a 12 atleti) (può essere iscritta una sola riserva, il massimo degli iscritti sarà quindi 13)
- Piccoli Gruppi Divisione Nazionale (da 6 a 12 atleti) (possono essere iscritte al massimo due riserve)
- Gruppi Jeunesse (da 8 a 16 atleti) (possono essere iscritte al massimo due riserve)
- Grandi Gruppi (da 16 a 30 atleti comprese le riserve)

In questa specialità è necessaria la scelta di un tema a cui devono essere attinenti musiche, costumi e coreografia.
A seguito di un uso spropositato di materiale scenografico, quest'ultimo è stato recentemente vietato e l'uso di accessori e oggetti seriamente limitato.
Nel pattinaggio spettacolo non è ammesso il pattinaggio singolo, di coppia o sincronizzato e la realizzazione di elementi tipici dei suddetti può produrre una penalizzazione nel punteggio.
Il punteggio si divide in:
- Contenuto del programma (difficoltà tecniche, idea e sua costruzione, tecniche di gruppo)
- Presentazione (Espressività ed interpretazione, realizzazione dell'idea, impressione generale)

Per compiere un lavoro ottimale nella scelta del tema e nello sviluppo di esso, spesso si ricorre a dei veri e propri coreografi che provvedono a donare al numero i requisiti necessari per ottenere un eccellente giudizio durante le competizioni.

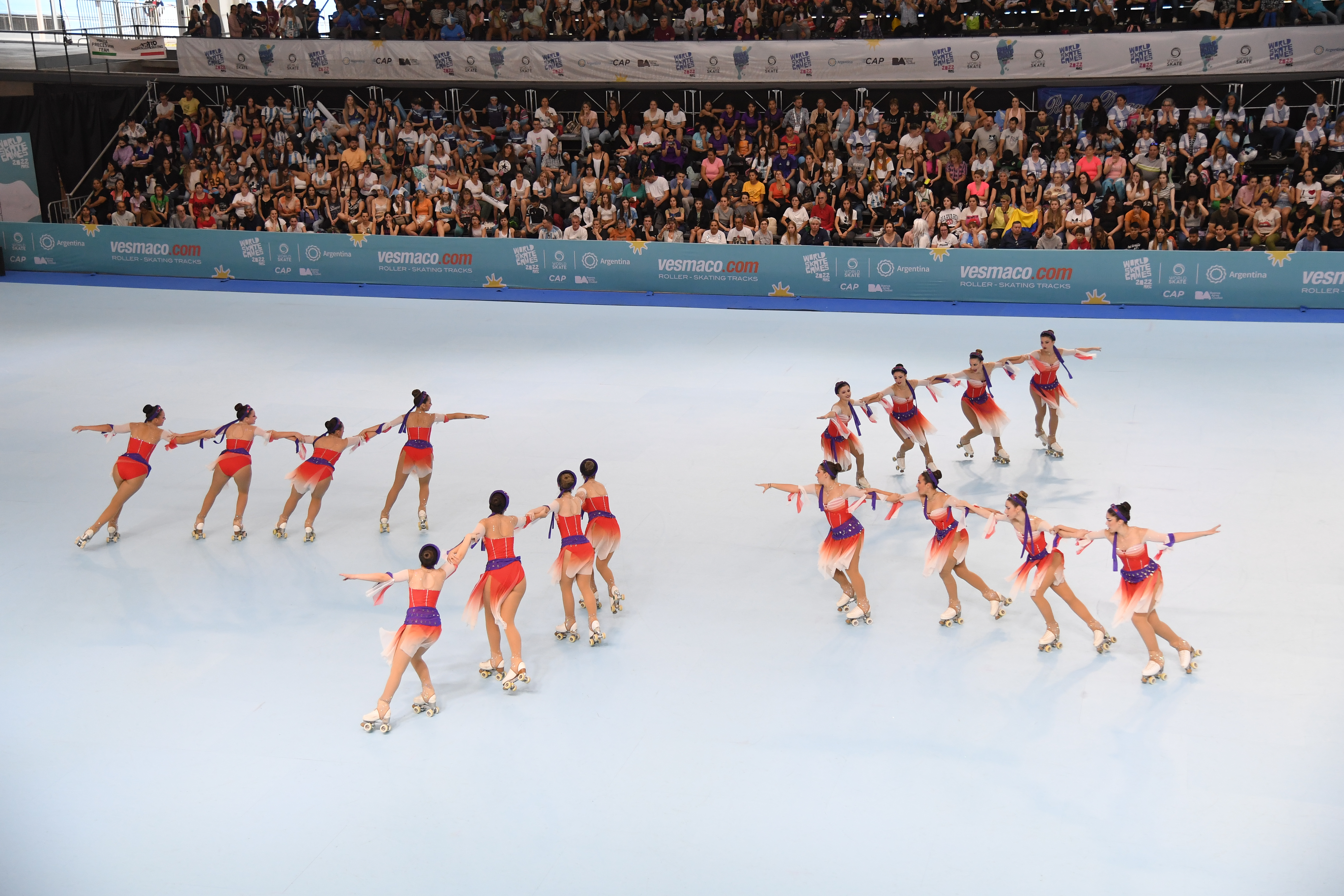
Ragazze del Precision Team Albinea Junior impegnate nel Campionato del Mondo 2022

## Pattinaggio sincronizzato (Precision)
Come nel pattinaggio spettacolo, anche la specialità del sincronizzato prevede l'esibizione di diversi atleti contemporaneamente che si muovono secondo traiettorie coerenti. Il sincronizzato può essere eseguito da 16 a 24 atleti (riserve comprese),  si divide nelle categorie Junior (fino ai 18 anni compiuti) e Senior (dai 19 anni, senza limiti di età). Entrambe le categorie possono partecipare a gare di livello regionale, nazionale e continentale. La categoria Senior partecipa anche ai campionati del mondo. Dal 2022 anche la categoria junior è presente ai campionati del mondo
Nel pattinaggio sincronizzato è fondamentale la perfetta coordinazione e la precisione negli allineamenti di tutti gli atleti in pista che, seguendo con rigore il ritmo della musica, propongono variazioni repentine tra diverse configurazioni (eliche, linee, blocchi, cerchi), incroci e passaggi la cui esecuzione richiede un'altissima preparazione e precisione.